# 地頭峠
地頭峠（地蔵峠）（じぞうとうげ）は、鹿児島県大島郡瀬戸内町にある峠。

## 概要
峠の標高は約182 m。名瀬方面から瀬戸内町に向かう際にぶつかる最後の峠で、峠下には国道58号の地頭トンネルが通っている。大島支庁瀬戸内事務所がトンネルを管理している。奄美大島では県道や国道が整備される以前、北から順に長雲峠、本茶峠、朝戸峠、和瀬峠、三太郎峠、網野子峠、地頭峠と並ぶ南北に伸びる尾根筋を中心に、尾根筋から集落へと通じる切通が整備されていた。

## 歴史
1943年（昭和18年）3月6日 峠の県道が国道特38号線の一部として制定。戦後、奄美大島が日本復帰すると旧国道特38号線は国道58号に制定。
1995年（平成7年）峠下に地頭トンネルが開通し、国道58号の旧道となった。

## ギャラリー

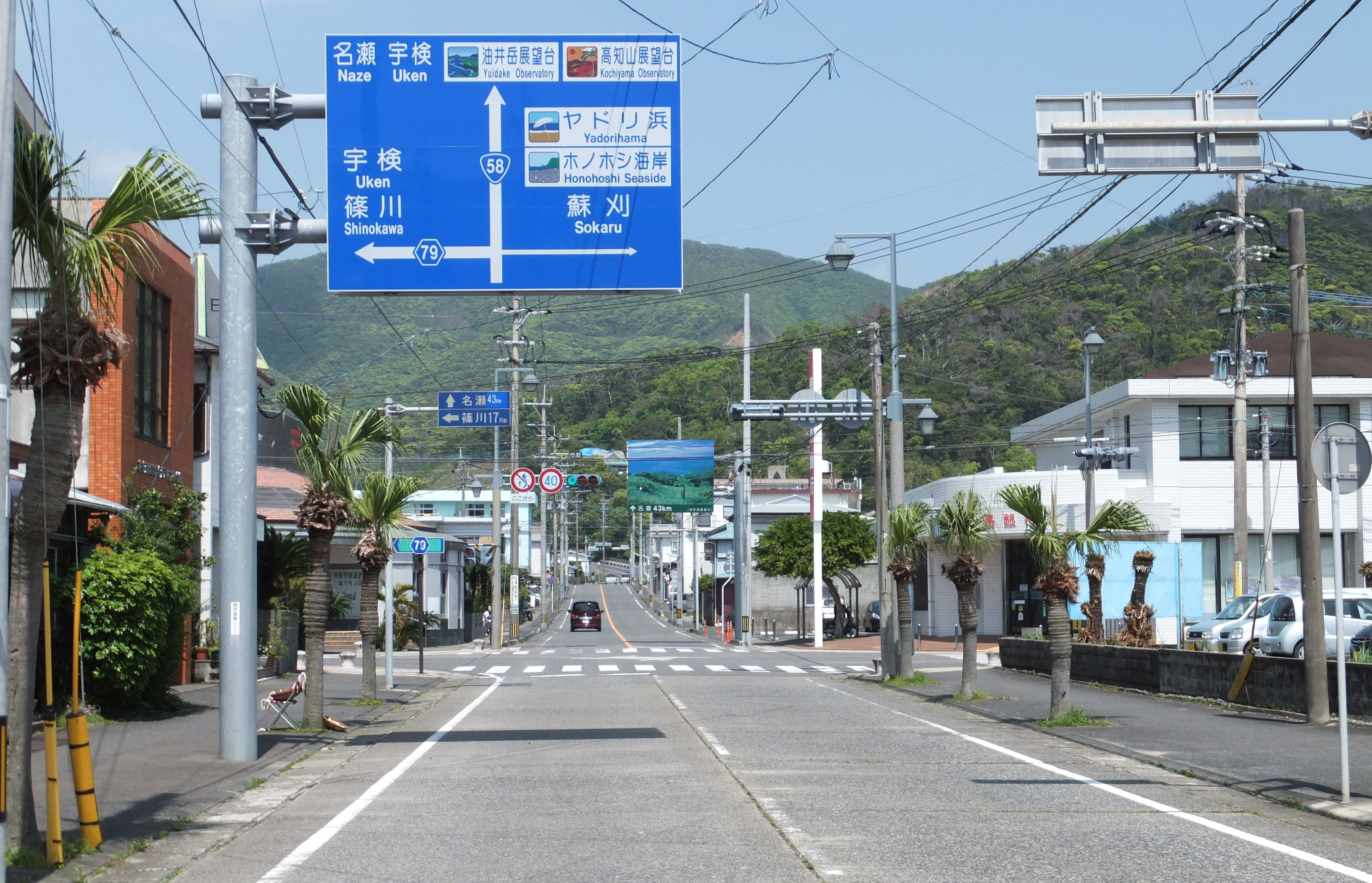
写真のすぐ奥が地頭峠(瀬戸内町)
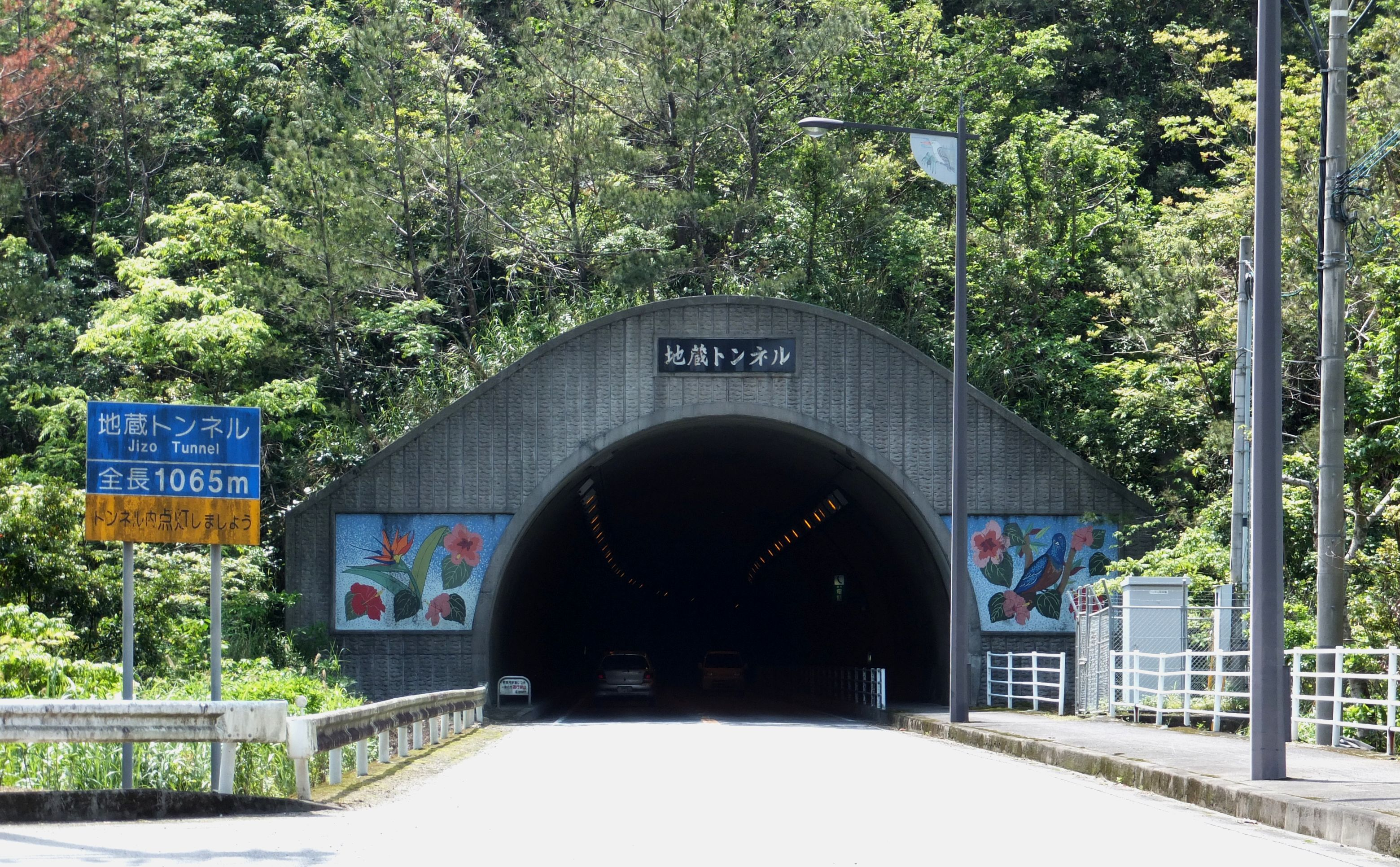
峠下を通る地蔵トンネル

## 所在地
- 鹿児島県大島郡瀬戸内町古仁屋